# Guadeloupe-Ameive
Die Guadeloupe-Ameive (Pholidoscelis cineraceus, Syn.: Ameiva cineracea) ist eine vermutlich ausgestorbene Echsenart aus der Familie der Schienenechsen. Obwohl Jean-Baptiste Du Tertre bereits 1667 Ameiven in Guadeloupe erwähnt hatte, wurde die erste gültige wissenschaftliche Beschreibung erst im Jahre 1915 auf der Basis von drei Exemplaren (ein Männchen, zwei Weibchen) verfasst, die im August 1914 bei Petit-Bourg auf der Insel Basse-Terre gesammelt wurden. 

## Merkmale
Nach Angaben von Du Tertre waren die Ameiven 1 bis 1,5 Fuß lang. Das 1914 gefangene Männchen hat eine Kopf-Rumpf-Länge von 150 mm. Die Rücken- und Schwanzschuppen sind gekielt und gerade. 18 bis 20 Bauchschuppen sind in einer Querreihe und 34 bis 38 Bauchschuppen sind in einer Längsreihe angeordnet. An jedem Fuß sind vier Zehen. Unter den Zehen sind 74 bis 78 Schuppen zu erkennen. Es sind 56 bis 63 Femoralporen vorhanden. Der Rücken ist aschgrau bis graugrün und zeigt drei etwas dunklere, unauffällige, längliche Streifen. An jeder Flanke sind zwei weitere seitliche Streifen angedeutet. Die Flanken sind bläulich. Der Kopf und der Schwanz sind olivgrün. Der Bauch ist strohfarben oder milchigweiß.

## Lebensweise
Die wenigen Aufzeichnungen über die Lebensweise stammen aus dem Werk l’Histoire générale des Antilles habitées par les Français von Du Tertre (1667). Die Tiere verbrachten die Tageshitze unter dem Boden. Sie ernährten sich sowohl von pflanzlicher als auch von tierischer Kost.

## Aussterben
Der größte Teil der Population ist vermutlich durch Mangusten dezimiert worden. Ausschlaggebend für die Ausrottung war aber offenbar der Okeechobee-Hurrikan, der im September 1928 einige Inseln von Guadeloupe verwüstete.